# Kab-hegy
Kab-hegy är en bergstopp i Ungern.   Den ligger i provinsen Veszprém, i den västra delen av landet, 120 km väster om huvudstaden Budapest. Toppen på Kab-hegy är 602 meter över havet, eller 228 meter över den omgivande terrängen. Bredden vid basen är 13,8 km.
Terrängen runt Kab-hegy är kuperad västerut, men österut är den platt. Runt Kab-hegy är det ganska glesbefolkat, med 22 invånare per kvadratkilometer. Närmaste större samhälle är Ajka, 9,6 km nordväst om Kab-hegy. Trakten runt Kab-hegy består till största delen av jordbruksmark.